# Ulrichsberg

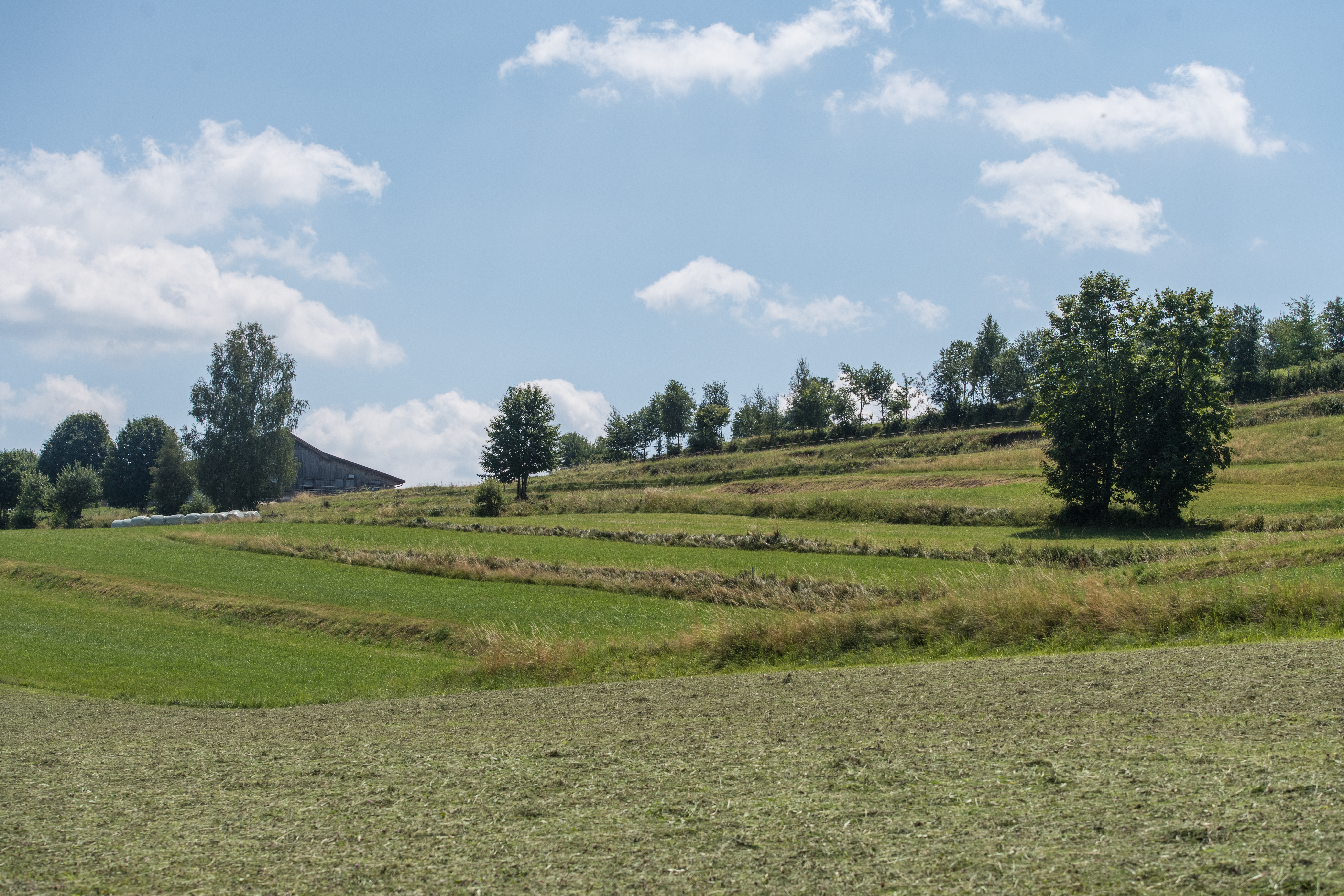
Kulturterrassen in Ödenkirchen à Ulrichsberg. Juillet 2022.

Ulrichsberg est une commune autrichienne du district de Rohrbach en Haute-Autriche.